# آب‌گرم (تاجیکستان)
شهر آب‌گرم  (به تاجیکی: Обигарм) در ناحیه‌های تابع جمهوری در کشور تاجیکستان واقع شده‌است. جمعیت این شهر ۱۱٬۶۵۸ نفر است.